# Gleann an Ghad
Gleann an Ghad (en anglès Glengad o "vall de les branques de salze") és una llogaret d'Irlanda, a la Gaeltacht de Iorras, al comtat de Mayo, a la província de Connacht. Forma part de la parròquia de Kilcommon. La vila és coneguda també com a Dooncarton (Dún Ceartáin), nom que prové del cabdill tribal Ciortan, personatge que apareix a la llegenda Táin Bó Flidhais del cicle ulsterià.
En gran manera el poble té un disseny lineal sense un carrer principal, es troba al nord-oest i al nord-est de Dooncarton Hill, a la parròquia de Kilcommon de Iorras. Les àrees de Gleann an Ghad tenen noms diferents: Baile Grainne (Gleangad East), Baile Lecan (Middle Glengad) i Sean Baile (West Glengad).
Bona part de Gleann an Ghad és Àrea Especial de Conservació i la badia de Sruwaddacon també és una àrea especial protegida per als ocells. També és un espai protegit N.H.A. (Natural Heritage Area) de la Unió Europea.